# Flerden
Flerden (rätoromanisch Flearda) ist eine politische Gemeinde der Region Viamala des Kantons Graubünden in der Schweiz.

## Geographie
Der Ort ist ein Haufendorf und das nördlichste der oberen Heinzenberger Dörfer. Vom gesamten Gemeindeareal von 606 ha sind 331 ha landwirtschaftliches Nutzgebiet (rund die Hälfte davon Alpwirtschaften), 182 ha von Wald und Gehölz bedeckt, 71 ha unproduktive Fläche (meist Gebirge) und die restlichen 22 ha Siedlungsfläche.
Flerden grenzt an Masein, Cazis, Safien (Gemeinde Safiental), Tschappina, Lohn (Gemeinde Muntogna da Schons) und Urmein.

## Geschichte
Der 1156 als Flirden erwähnte Grosshof Flerden gehörte samt dem Hof von Urmein zu den Besitzungen des Klosters Cazis. Landesherren waren bis 1337 die Vazer, dann die Werdenberger sowie die Rhäzünser, ab 1475 der Bischof von Chur. 1709 kaufte Flerden die letzten bischöflichen Rechte aus. Bis 1851 bildete Flerden eine Nachbarschaft der Gerichtsgemeinde Heinzenberg. Nicht bekannt ist der genaue Verlauf einer 1426 erwähnten Letzi, die wohl der Sicherung des Glaspasses diente.
1466 ist eine Kapelle St. Leonhard belegt. Kirchlich gehörte Flerden zu Hohenrätien, ab 1505 zu St. Gallus in Portein. 1530 bis 1540 erfolgte die Reformation, 1670 die kirchliche Ablösung von Portein. Die bereits um 1900 praktisch abgeschlossene Germanisierung erfolgte vor allem von Tschappina aus. 1901 wurde die Verbindungsstrasse zu Thusis fertiggestellt. Viehwirtschaft dominierte 1893 wurde eine  Viehzuchtgenossenschaft gegründet. In den 1960er Jahren erfolgte die Melioration. Flerden ist immer noch eine bäuerliche Gemeinde: 2000 arbeiteten drei Viertel der Erwerbstätigen in der Landwirtschaft.

## Wappen
| Wappen von Flerden | Blasonierung: «In Gold (Gelb) zwei gekreuzte rote Mazzaschlegel, bewinkelt von vier roten Kugeln»   |
| Wappen von Flerden | Die Spielgeräte des Mazzaspiels, das für Flerden gut überliefert ist, wurden ins Wappen übernommen. |

## Bevölkerung
| Jahr      | 1808 | 1850 | 1900 | 1910 | 1950 | 1970 | 1980 | 1990 | 2000 | 2004 | 2016 | 2020 |
| Einwohner | 148  | 122  | 109  | 122  | 150  | 105  | 128  | 158  | 160  | 191  | 247  | 247  |

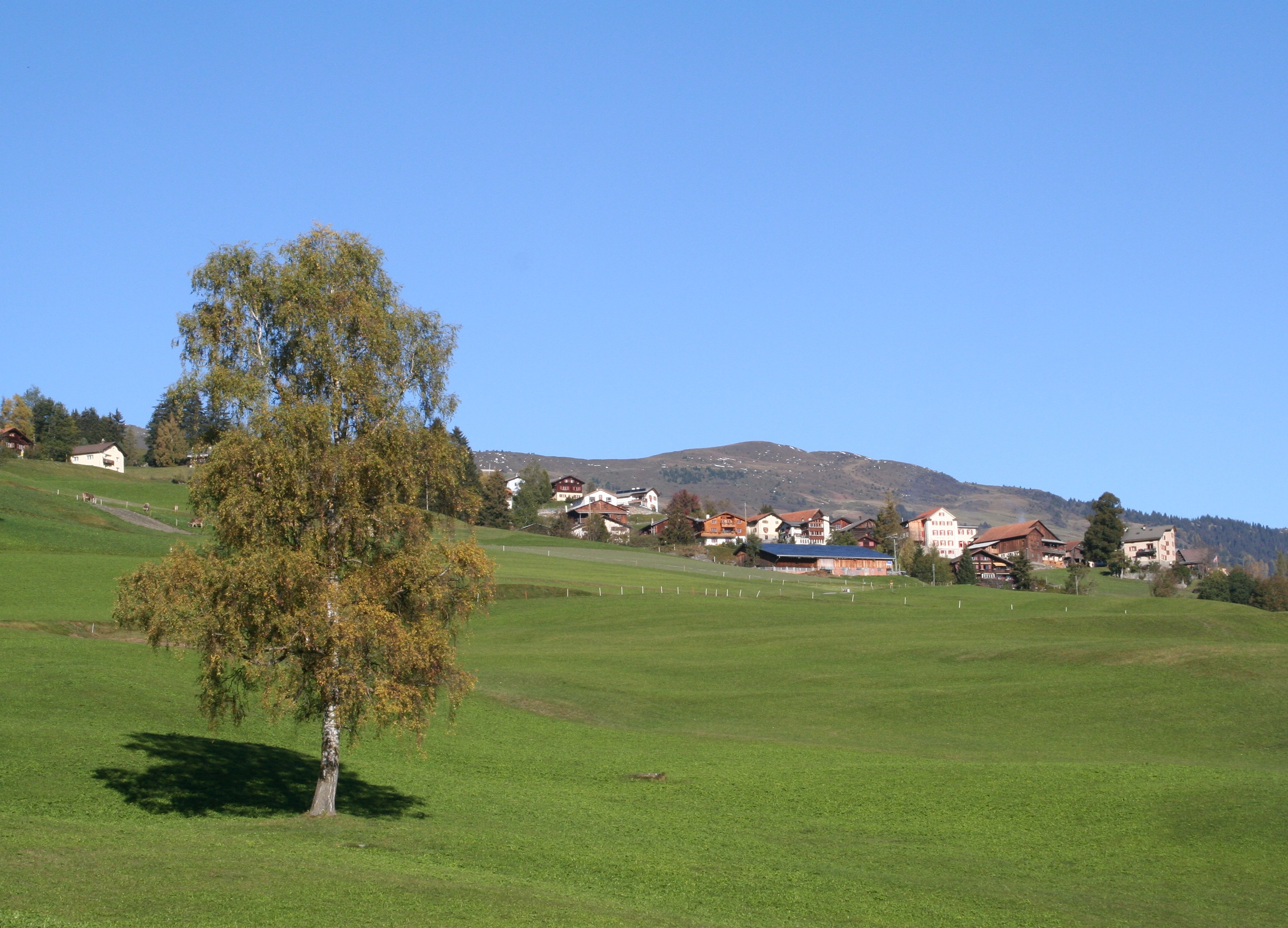
Blick auf Flerden

In der ersten Hälfte des 19. Jahrhunderts sank die Bevölkerung durch Abwanderung stark (1808–1850: −17,6 %). Anschliessend stagnierte sie (mit Ausnahme von 1888 und 1900) bis ins Jahr 1910 um eine Bevölkerungszahl von 120 Personen. Zwischen 1910 und 1941 kam es zu einem starken Einwohnerwachstum (1910–1941: +24 %). Nach einem weiteren Jahrzehnt Stagnation kam es von 1950 bis 1970 zu einer grossen Abwanderung aus der Gemeinde (1950–1970: −30 %). Nach diesem Allzeittief wächst die Bevölkerung seither ununterbrochen und hat sich beinahe auf einen neuen Höchststand verdoppelt (1970–2004: +82 %).

### Sprachen
Rätoromanisch (beziehungsweise dessen Idiom Sutsilvan) wurde ursprünglich von einer Mehrheit der Einwohnerschaft als Muttersprache gesprochen. Dies war bis in die Neuzeit so. Doch während 1880 noch 63,9 % der Bevölkerung diese Sprache benutzten, war der Anteil 1941 bereits auf 12,6 % gesunken. Deutsch ist alleinige Amtssprache. Die Entwicklung in den letzten Jahrzehnten zeigt folgende Tabelle auf:
| Sprachen      | Volkszählung 1980 | Volkszählung 1980 | Volkszählung 1990 | Volkszählung 1990 | Volkszählung 2000 | Volkszählung 2000 |
| Sprachen      | Anzahl            | Anteil            | Anzahl            | Anteil            | Anzahl            | Anteil            |
| ------------- | ----------------- | ----------------- | ----------------- | ----------------- | ----------------- | ----------------- |
| Deutsch       | 123               | 96,09 %           | 157               | 99,37 %           | 153               | 96 %              |
| Rätoromanisch | 4                 | 3,12 %            | 1                 | 0,63 %            | 6                 | 4 %               |
| Einwohner     | 128               | 100 %             | 158               | 100 %             | 160               | 100 %             |

### Herkunft – Nationalität
Von den Ende 2004 191 Bewohnern waren 188 (= 98,43 %) Schweizer Bürger. Bei der letzten Volkszählung waren 157 (= 98,13 %) Schweizer Staatsangehörige, darunter vier Doppelbürger. Die wenigen Zuwanderer kommen aus Italien und Deutschland.

## Religionen – Konfessionen

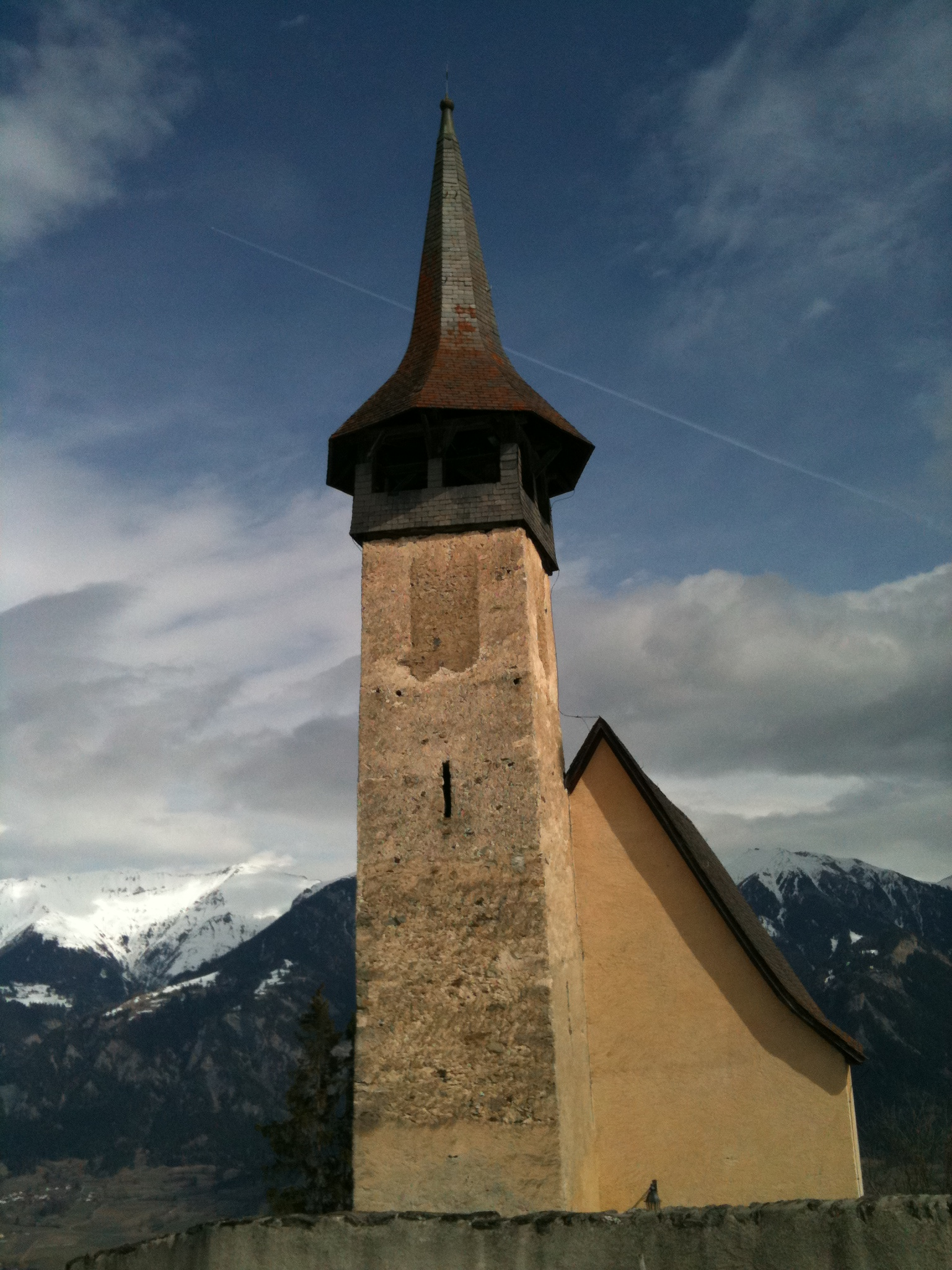
Kirche mit Turm

Zwischen 1530 und 1540 wurde die Reformation eingeführt. Während Jahrhunderten gehörte die gesamte Einwohnerschaft der Evangelisch-Reformierten Landeskirche an. Durch Kirchenaustritte und Zuwanderung hat sich dies geändert. Mit Stand 2000 gab es 72,50 % evangelisch-reformierte und 16,25 % römisch-katholische Christen. Daneben fanden sich 8,75 % Konfessionslose. Die restlichen 2,5 % der Bewohner machten keine Angaben zu ihrem Glaubensbekenntnis.

## Sehenswürdigkeiten
Unter Denkmalschutz steht die reformierte Dorfkirche.

## Politik
Der Gemeindepräsident ist Michael Johanni (Stand 2023).

## Persönlichkeiten
- Johann Anton Caflisch (1860–1925), Jurist und Politiker